# Myiotheretes fumigatus
A Myiotheretes fumigatus a madarak (Aves) osztályának verébalakúak (Passeriformes) rendjébe és a királygébicsfélék (Tyrannidae) családjába tartozó faj.

## Rendszerezése
A fajt Auguste Boissonneau francia ornitológus írta le 1840-ben, a Tyrannula nembe Tyrannula fumigata néven.

## Alfajai
- Myiotheretes fumigatus cajamarcae (Chapman, 1927)
- Myiotheretes fumigatus fumigatus (Boissonneau, 1840)
- Myiotheretes fumigatus lugubris (Berlepsch, 1883)
- Myiotheretes fumigatus olivaceus (Phelps & Phelps, 1953)[2]

## Előfordulása
Az Andok-hegységben, Kolumbia, Ecuador, Peru és Venezuela területén honos. Természetes élőhelyei a szubtrópusi és trópusi hegyi esőerdők és magaslati cserjések, valamint erősen leromlott egykori erdők. Állandó, nem vonuló faj.

## Megjelenése
Testhossza 18-20,5 centiméter.

## Életmódja
Rovarokkal táplálkozik.

## Természetvédelmi helyzete
Az elterjedési területe rendkívül nagy, egyedszáma pedig stabil. A Természetvédelmi Világszövetség Vörös listáján nem fenyegetett fajként szerepel.